# 2008
2008 је била преступна година.

## Догађаји

### Јануар
- 9. јануар — Хашим Тачи изабран за премијера привремене Владе Косова и Метохије.
- 20. јануар — Одржан први круг избора за председника Републике Србије. Заменик председника Српске радикалне странке, Томислав Николић, и председник Србије и лидер Демократске странке, Борис Тадић, ушли у други круг.
- 22. јануар — Српски глумац, Миленко Заблаћански, подлегао повредама задобијеним у саобраћајној несрећи на Златибору петнаестак дана раније.
- 25. јануар — Министар инфраструктуре у Влади Србије, Велимир Илић, потписао у Москви споразум који предвиђа да руска компанија "Гаспром" постане већински власник Нафтне индустрије Србије. Потписивању споразума присуствовали председник Србије Борис Тадић, и тадашњи српски премијер Војислав Коштуница.
  - Министар унутрашњих послова Србије, Драган Јочић, тешко повређен у саобраћајној несрећи код Велике Плане.

### Фебруар
- 3. фебруар — Кандидат Демократске странке Борис Тадић је поново изабран за председника Републике Србије, након што је у другом кругу победио кандидата Српске радикалне странке, Томислава Николића, резултатом 50,3% према 47,9% гласова.
- 6. фебруар — Европска унија одлучила да, због несагласности у Влади Србије, одложи потписивање Споразума о стабилизацији и придруживању са Србијом.
- 8. фебруар — Нападнут Меркатор центар на Новом Београду.
- 15. фебруар — Борис Тадић положио заклетву и поново ступио на дужност председника Србије.
- 17. фебруар — Група људи која је себе назвала Лидери нашег народа, демократски изабрани[1][2][3][4][5][6] је 17. фебруара 2008. једнострано донела декларацију о независности Косова, тако проглашавајући Републику Косово независном и сувереном државом. Као одговор отпочели протести широм Србије, државе којој ова територија по међународном праву припада.
- 18. фебруар — Скупштина Србије усвојила одлуку о поништењу аката о проглашењу независности АП Косово и Метохија.
- 21. фебруар — У Београду, на платоу испред Дома Народне скупштине Србије, око 500.000 грађана присуствовало је скупу „Косово је Србија“. Том приликом запаљена амбасада САД и оштећена амбасада Хрватске.
- 29. фебруар — Мило Ђукановић поново изабран за премијера Црне Горе.

### Март
- 2. март — Дмитриј Медведев изабран за председника Русије.
- 8. март — Премијер Србије, Војислав Коштуница, услед озбиљних тензија и неслагања која су владала унутар српске Владе, предложио распуштање парламента и расписивање ванредних парламентарних избора за мај исте године.
- 13. март — Председник Србије, Борис Тадић, распустио парламент и расписао ванредне парламентарне изборе за 11. мај
- 17. март — Снаге КФОР-а и УНМИК-а су уз примену силе, упале у зграду Општинског суда у Косовској Митровици и један део Срба (радника суда) ухапсиле. Овај догађај изазвао револт тамошњег српског становништва, што се убрзо претворило у жесток сукоб са међународним снагама. Повређено више од стотину особа, а један украјински војник из састава КФОР-а погинуо. КФОР хицима из снајпера гађао Србе, и том приликом теже ранио двојицу од којих је један пребачен у Крагујевац на лечење. Министар за Косово и Метохију, Слободан Самарџић, истог дана посетио лице места и најоштрије осудио насиље и терор међународних снага над Србима.

### Април
- 3. април — Хашки трибунал ослободио свих оптужби бившег вођу ОВК, Рамуша Харадинаја, за злочине над Србима на Косову и Метохији током 1998. године.
- 6. април — Филип Вујановић поново изабран за председника Црне Горе.
- 26. април — КК Партизан постао шампион Јадранска лига у кошарци, победивши у финалу вршачки Хемофарм резултатом 69:51.
- 29. април — Потпредседник Владе Србије, Божидар Ђелић, потписао у Луксембургу Споразум о стабилизацији и придруживању Србије са Европском унијом. Потписивање споразума додатно је заоштрило односе између Демократске странке и Демократске странке Србије.

- 29. април — У Јагодини отворен је Музеј воштаних фигура, први и једини музеј у Србији, на Балкану, 6. у Европи и 124. у свету, отворили су га председник Јединствене Србије и тадашњи први градоначелник у историји Јагодине, Драган Марковић Палма, Вук Бојовић, директор београдског зоолошког врта "Врта добре наде", и историчар уметности Владимир Томчић.

### Мај
- 7. мај — Дмитриј Медведев свечано ступио на дужност председника Русије.
- 8. мај — Владимир Путин изабран за премијера Русије.
- 9. мај — Пилот бивше ЈНА, Емир Шишић, одлуком ванрасправног већа Окружног суда у Новом Саду, условно пуштен на слободу.
- 11. мај — Одржани ванредни избори за Скупштину Србије, као и редовни избори за Скупштину АП Војводине и локалне самоуправе у Србији. На републичким изборима, највише посланичких мандата (102 од 250) освојила листа "За европску Србију" под вођством Бориса Тадића.
- 25. мај — 23:38 по (UTC), Феникс, америчка свемирска лабораторија се успешно спустила на површину планете Марс.
- 28. мај — Парламент Непала је већином гласова изгласао укидање 240-годишње монархије и претварање те државе у републику.

### Јун
- 11. јун — У Панчеву ухапшен један од преостала четири хашка оптуженика, Стојан Жупљанин, који је оптужен за ратне злочине над Муслиманима и Хрватима током рата у Босни и Херцеговини.
  - Конституисан нови сазив Скупштине Србије, а седницом је председавао најстарији посланик - Јован Кркобабић (ПУПС).
- 25. јун — За председника Скупштине Србије, изабрана Славица Ђукић-Дејановић, потпредседница Социјалистичке партије Србије.

### Јул
- 7. јул — Изабрана нова Влада Републике Србије, на челу са премијером Мирком Цветковићем. Његов заменик и министар унутрашњих послова постао је Ивица Дачић, док су за министре спољних послова и одбране поново изабрани Вук Јеремић и Драган Шутановац.
- 13. јул — Ватерполо репрезентација Црне Горе освојила злато на Европском првенству у Малаги, победивши у финалу репрезентацију Србије резултатом 6:5.
- 21. јул — Први председник Републике Српске, Радован Караџић, ухапшен у околини Београда.
- 29. јул — Током митинга, који је организовала Српска радикална странка у знак протеста због хапшења Радована Караџића, дошло до сукоба демонстраната и полиције. Због последица пребијања, један демонстрант је касније подлегао повредама.
- 30. јул — Радован Караџић испоручен Хашком трибуналу.

### Август
- 8. август — Након вишедневних сукоба, инвазијом Грузије на Јужну Осетију отпочео рат. Русија се супротставила Грузији, а главни град Јужне Осетије- Цхинвали потпуно је порушен.
  - 8—13. август — Рат у Јужној Осетији, Абхазији и Грузији
  - 8—24. август — Одржале су се Летње олимпијске игре 2008. у Пекингу, Кина
- 13. август — Руска војска је заузела град Гори током рата у Грузији.
- 26. август — Русија признала независност Абхазије и Јужне Осетије.

### Септембар
- 5. септембар — Томислав Николић поднео оставку на дужност заменика председника Српске радикалне странке и шефа посланичке групе СРС у Скупштини Србије.
- 6—15. септембар — Раскол у Српској радикалној странци
- 9. септембар — Скупштина Србије ратификовала Споразум о стабилизацији и придруживању Србије са Европском унијом.
- 12. септембар — Томислав Николић, заједно са десетак функционера СРС који су прешли на његову страну, искључено из Српске радикалне странке.
- 20. септембар — Камион-бомба је експлодирао испод хотела Мариот у Исламабаду, усмртивши 54 особе и повредивши још 266 особа.
- 24. септембар — У близини батајничког аеродрома срушио се авион ваздухопловства Војске Србије при чему је погинуо пилот.
  - септембар — октобар — Почетак светске економске кризе, настале због слома америчког банкарског система.

### Октобар
- 8. октобар — Генерална скупштина Уједињених нација усвојила захтев Србије и од Међународног суда правде затражила мишљење о једностраној проглашеној независности Косова и Метохије.
- 9. октобар — Црна Гора и Македонија признале једнострано проглашену независност јужне покрајине Србије, Косова и Метохије.
- Током месеца- У свету почела највећа економска криза после 30-их година 20. века, изазвана недостатком поверења у глобални финансијски систем, са САД и ЕУ као доминантним економским силама. Проблем је настао када су деоничари изгубили поверење у банке, које су давале сувише повољне стамбене и хипотекарне кредите у претходном периоду. Многе банке су на ивици банкротства. У другој половини месеца, Светска економска криза попримила је катастрофалне размере. Процене њених последица варирају од мале рецесије, која ће нестати до 2010. године, преко депресије, па све до катастрофичних предвиђања спрам (либералног) капитализма.
- 21. октобар — Основана Српска напредна странка. За лидера СНС изабран Томислав Николић, а бивши генерални секретар Српске радикалне странке, Александар Вучић, изабран за заменика председника СНС-а.

### Новембар
- 4. новембар — На изборима за председника САД, убедљивом већином изабран је Барак Обама, први Афроамериканац на тој функцији.

### Децембар
- 9. децембар — Мисија ЕУЛЕКС почела свој мандат на територији АП Косово и Метохија.
- 23. децембар — У војном удару збачена је влада Гвинеје неколико сати након смрти дугогодишњег председника Лансане Контеа.
- 24. децембар — У Москви потписан споразум по којем је 51% НИС-а дефинитивно постало власништво руске нафтне компаније Гаспром.

## Смрти

### Јануар
- 5. јануар — Војислав Ђоновић, српски џез гитариста (*1921)
- 11. јануар — Едмунд Хилари, први човек који се попео на Монт Еверест (*1919)
- 15. јануар — Слободан В. Рибникар, српски физико-хемичар (*1929)[7]
- 17. јануар — Роберт Фишер, велемајстор и бивши светски шампион у шаху (*1943)
- 22. јануар — Миленко Заблаћански, српски глумац (*1955)
  - Хит Леџер, аустралијски глумац (*1979)
- 27. јануар — Сухарто, индонежански политичар (*1921)

### Фебруар
- 4. фебруар — Варвара Божић, српска игуманија Манастира Тавне (*2008)
- 5. фебруар — Махареши Махеш Јоги, творац Трансцеденталне медитације
  - Зоран Антонијевић, српски фудбалер и тренер (*1945)[8]
- 7. фебруар — Гај Северин, совјетски и руски доктор техничких наука (*1926)
- 8. фебруар — Десимир Тошић, један од оснивача Демократске странке (*1920)
- 13. фебруар — Вук Обрадовић, српски политичар и генерал ЈНА (*1947)
- 23. фебруар — Јанез Дрновшек, бивши председник Словеније и Председништва СФРЈ (*1950)
- 26. фебруар — Мира Алечковић, српска песникиња

### Март
- 4. март — Семка Соколовић-Берток, хрватска глумица (*1935)[9]
- 18. март —Ентони Мингела, британски филмски редитељ (*1954)[10]
  - Живојин Жика Миленковић, српски глумац (*1928)[11]
- 19. март — Артур Ч. Кларк, британски писац и проналазач (*1917)
- 24. март — Борис Дворник, хрватски глумац (*1939)
- 29. март — Рајко Митић, српски фудбалер (*1922)[12]

### Април
- 7. април — Станиша Стошић, певач српске народне музике (*1945)
- 12. април — Александар Гец, српски кошаркаш (*1928)

### Мај
- 20. мај — Никола Шећероски, југословенски политичар (*1934)
- 26. мај — Сидни Полак, амерички режисер и глумац (*1934)[13]

### Јун
- 1. јун — Ив Сен Лоран, француски модни дизајнер (*1937)
- 8. јун — Шабан Бајрамовић, српски певач ромске народности (*1936)[14]

### Јул
- 1. јул — Дејан Медаковић, српски академик (*1922)[15]
- 20. јул — Динко Шакић, командант Јасеновца (*1921)
- 29. јул — Мате Парлов, југословенски и хрватски боксер (*1948)[16]

### Август
- 3. август — Александар Солжењицин, руски писац (*1918)[17]

### Септембар
- 1. септембар — Јон Јанку, румунски диригент (*1931)
- 4. септембар — Дафина Милановић, српска банкарка (*1948)
- 7. септембар — Дино Дворник, хрватски певач и глумац (*1964)[18]
- 18. септембар — Звонко Миленковић, српски музичар и члан групе Рокери с Мораву.
- 23. септембар — Соња Савић, српска глумица (*1961)[19]
- 24. септембар — Вице Вуков, хрватски певач и политичар (*1936)
- 26. септембар — Пол Њуман, амерички глумац (*1925)[20]

### Октобар
- 7. октобар — Тома Ракијаш, српски музичар и новинар (*1955)
- 23. октобар — Иво Пуканић, хрватски новинар (*1961)

### Новембар
- 11. новембар — Никица Мариновић, прва мис СФРЈ, 1966. године (*1947)
- 18. новембар — Ђоко Вјештица, српски новинар (*1939)

### Децембар
- 5. децембар — Патријарх Алексије II, руски патријарх (*1929)
- 16. децембар — Никола Караклајић, српски шахиста и радио водитељ (*1926)
- 24. децембар — Харолд Пинтер, британски књижевник (*1930)[21]

## Нобелове награде
- Физика — Макото Кобајаши, Тошихиде Маскава и Јоиширо Намбу
- Хемија — Мартин Чалфи, Осаму Шимомура и Роџер Чен
- Медицина — Харолд цур Хаузен и Франсоаз Баре Синуси и Лик Монтање
- Књижевност — Жан Мари Гистав ле Клезио
- Мир — Марти Ахтисари
- Економија — Пол Кругман